# ويتزيلوبوتشتلي
ويتزيلوبوتشتلي أو هويتزيلوبوتشتلي (بلغة الناهواتل: HUITZILOPOCHTLI) هو الإله الأكبر في معتقدات أهل [المكسيك] القدماء، وكانوا يخصونه كإله للحرب، وكان القائد الأسطوري وسيد الآلهة عند الأزتك القبيلة المسيطرة بين قبائل الناهواتل.
تقول الحكايات انه كطائر طنان قاد الأزتك من مساكنهم القديمة في أزتلان إلى وطنهم الجديد حيث سيرون نسرا يأكل أفعى ويقف على شجرة صبار تنبت من الصخر (هذا الرمز موجود على علم المكسيك). وله احتفال يتم في الانقلاب الصيفي حيث يصنع تمثال له من العجين ويرمى بالسهام ثم يؤكل حيث كان يعتقد انه أول إله للطبيعة حياته وموته متعلقة بمسار السنة.
كان صنمه مصنوعا من حجر بازلت كبير، وطقوسه تتميز بالدموية حيث يقتل المئات كل سنة في معبده كأضاحي وتؤكل أطرافهم من قبل عبدته، وعندما كرس له معبد عام 1486 قيل أن 70,000 شخص قتلوا كأضحية له.